# Taniec Manipuri

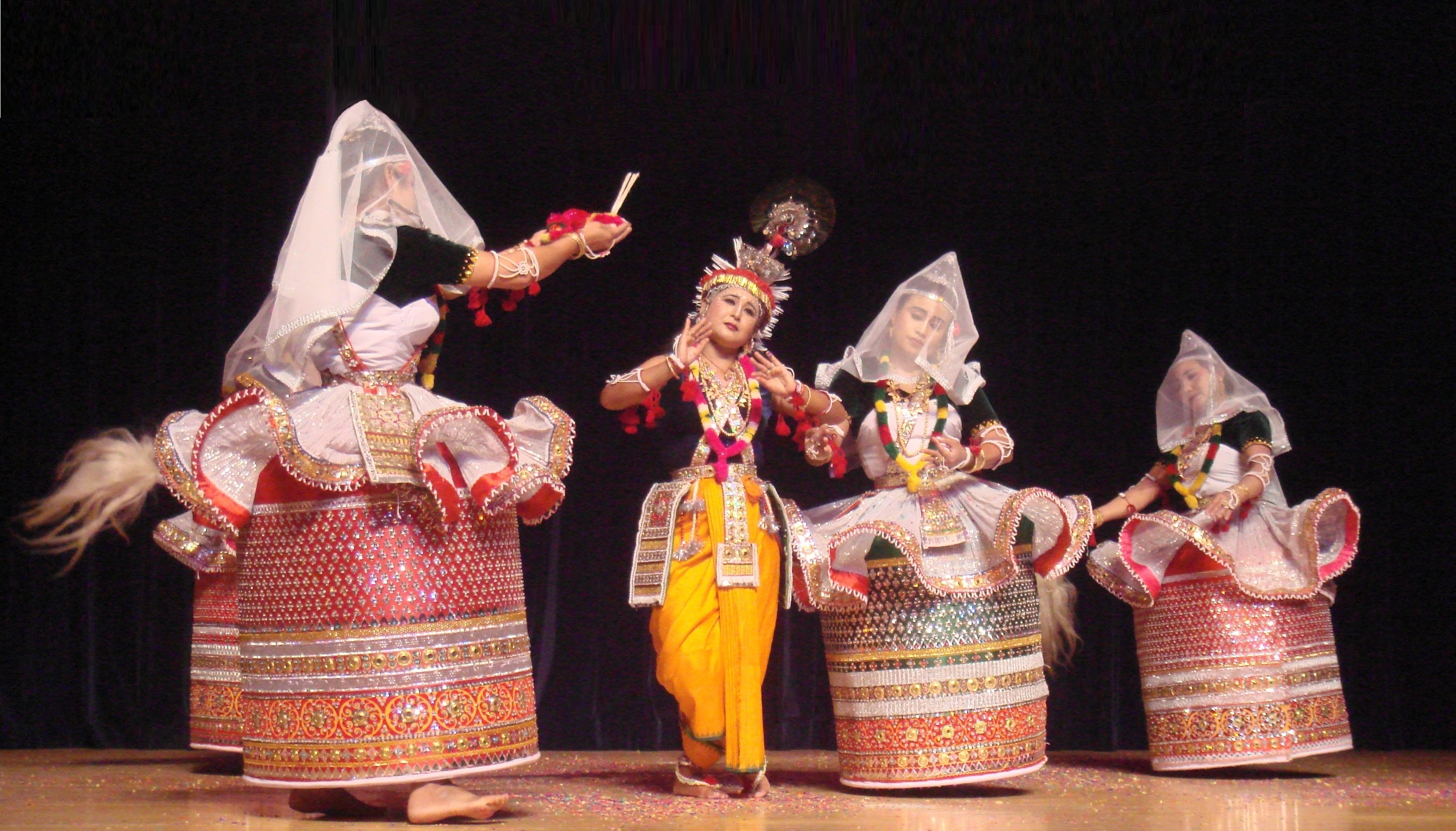
Tancerki Manipuri

Manipuri – styl tańca w Indiach północno-wschodnich, o charakterze lirycznym. Manipuri są wystawiane w formie spektaklu składającego się z muzyki, śpiewu i tańca, w którym bierze udział dość spora grupa wykonawców.
Zobacz też: klasyczne tańce hinduskie, natia.